# Orbea (fietsmerk)

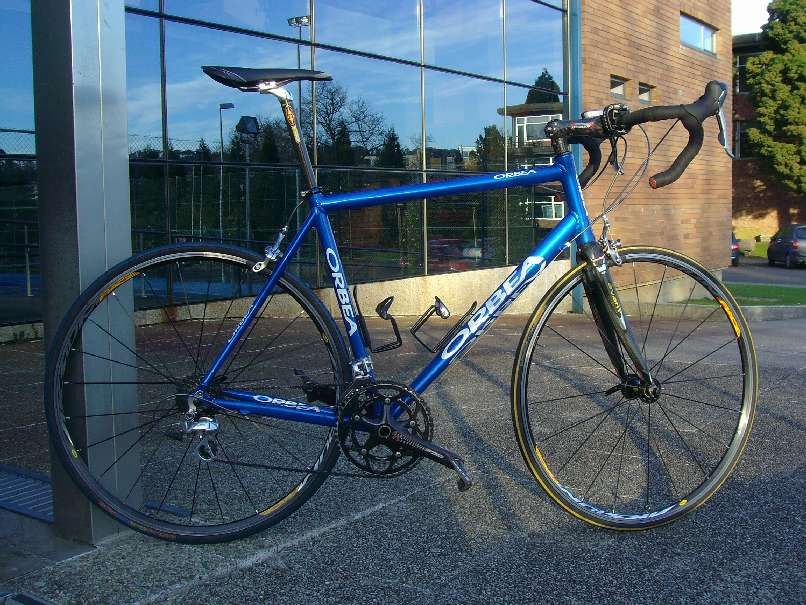

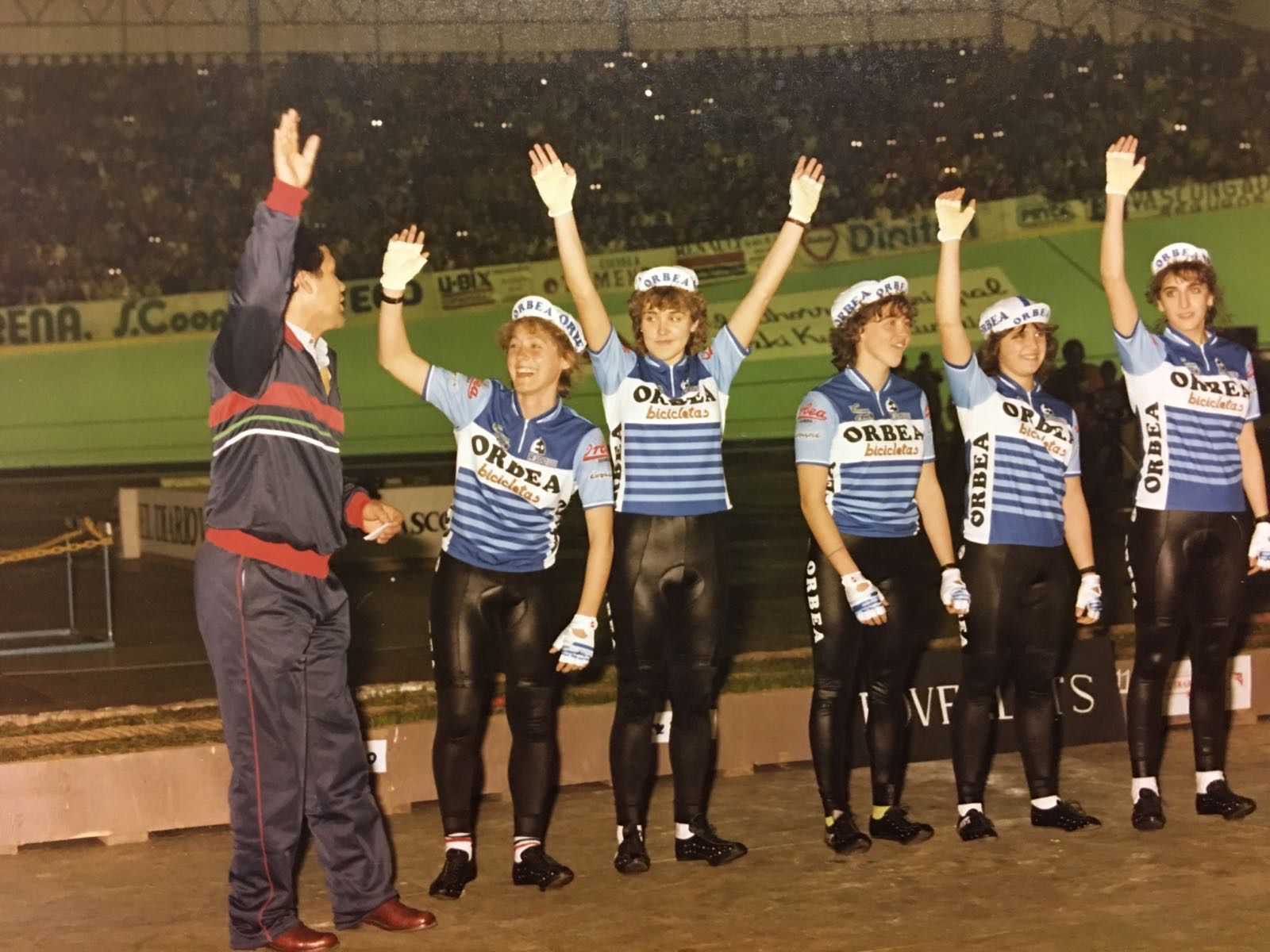
Orbea ploeg 1984, van links naar rechts: Dina Bilbao, Josune Gorostidi, Arantxa Orbegozo, Amaia Elosegi and Carolina Sagarmendi

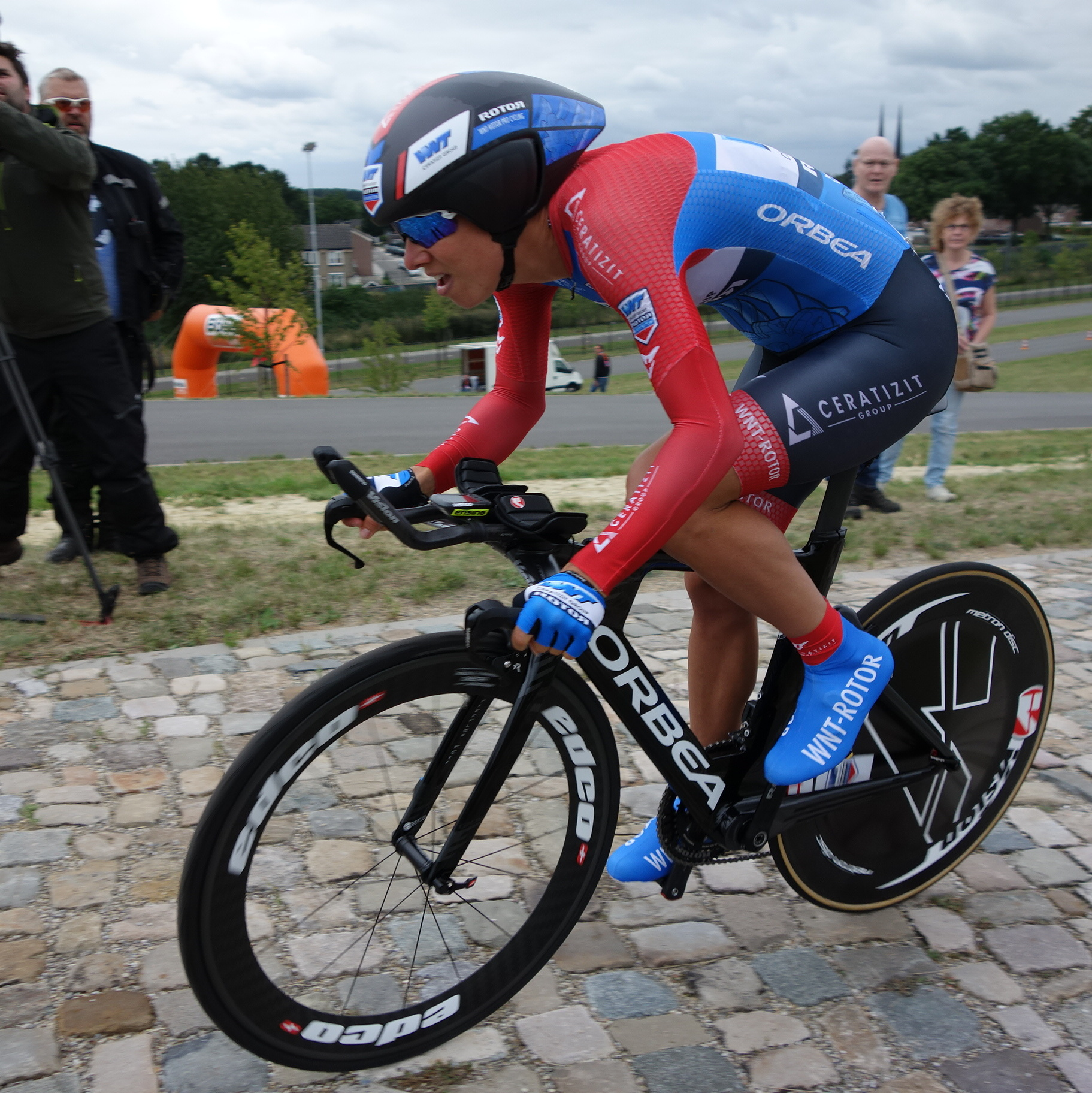
Janneke Ensing, WNT-Rotor Pro Cycling, proloog Boels Ladies Tour 2019

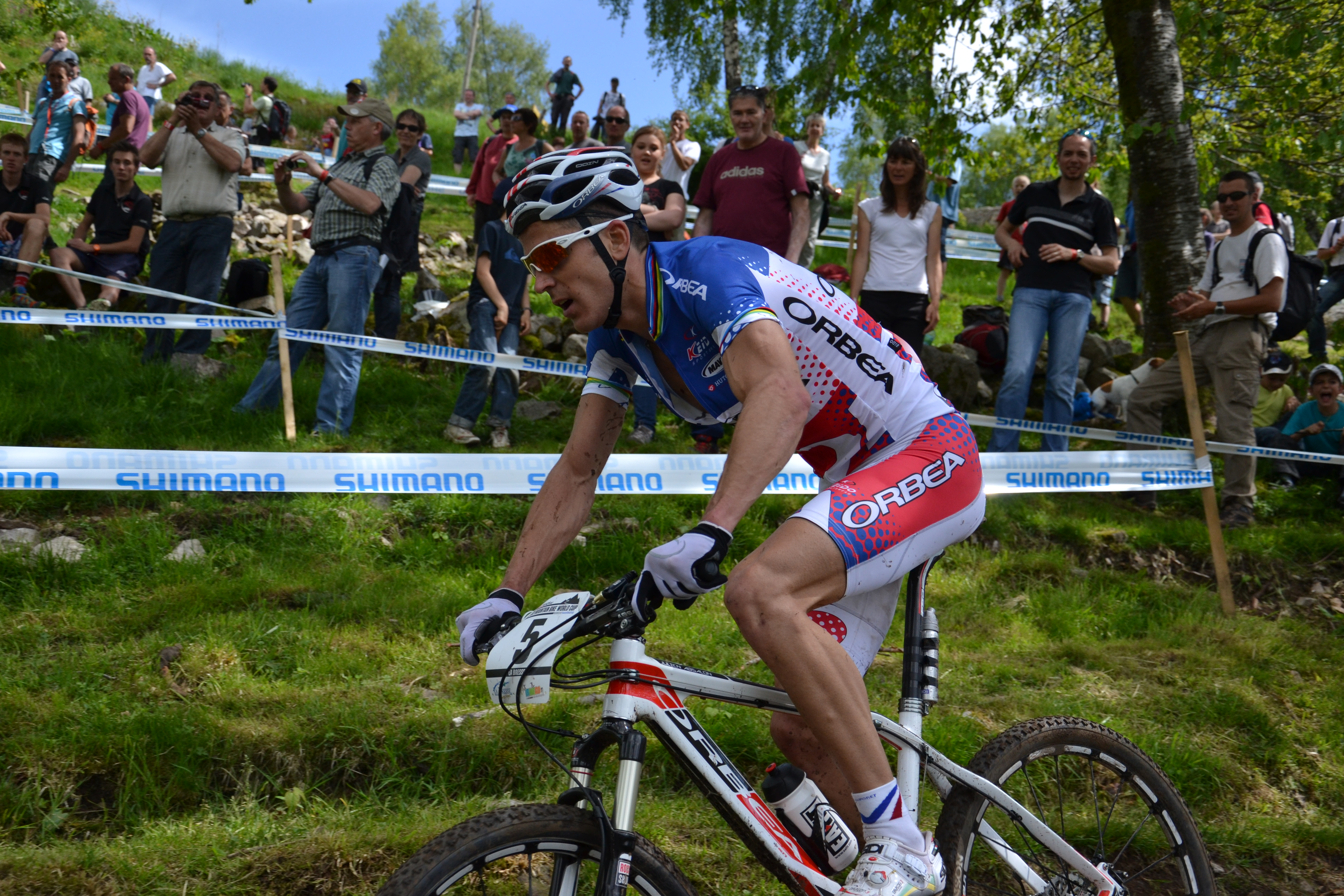
Julien Absalon in La Bresse 2012

Orbea is een  Baskische fabrikant van stadsfietsen, racefietsen en mountainbikes uit Mallabia. Het bedrijf is in 1840 als familiebedrijf opgericht en richt zich sinds 1930 geheel op de productie van fietsen. Het bedrijf is in Spanje de marktleider op het gebied van fietsen.

## Sponsoring wielerploegen
Orbea heeft een lange staat van dienst als sponsor en materiaalleverancier van wielerploegen. De volgende lijst is niet volledig.
| Koersjaren | Ploeg                              | Renners |
| ---------- | ---------------------------------- | --- |
| 1931-1936  | Orbea                              | Mariano Cañardo, Salvador Cardona, Antonio Escuriet, Antonio Montes en Emiliano Álvarez                                                         |
| 1984       | Orbea-Danena                       | Pedro Delgado Vuelta 1985 Marino Lejarreta, Pello Ruiz Cabestany, Mathieu Hermans, Erwin Nijboer, Marcel Arntz                                  |
| 1985       | Orbea-Gin MG                       | Pedro Delgado Vuelta 1985 Marino Lejarreta, Pello Ruiz Cabestany, Mathieu Hermans, Erwin Nijboer, Marcel Arntz                                  |
| 1985-1986  | Seat-Orbea                         | Pedro Delgado Vuelta 1985 Marino Lejarreta, Pello Ruiz Cabestany, Mathieu Hermans, Erwin Nijboer, Marcel Arntz                                  |
| 1988       | Caja Rural-Orbea                   | Pedro Delgado Vuelta 1985 Marino Lejarreta, Pello Ruiz Cabestany, Mathieu Hermans, Erwin Nijboer, Marcel Arntz                                  |
| 1994-2013  | Euskaltel-Euskadi                  | Samuel Sánchez, Joseba Beloki, Haimar Zubeldia, Iban Mayo, Mikel Landa, Igor González de Galdeano, Igor Antón, Egoi Martínez en Unai Etxebarria |
| 2003-2012  | Orbea                              | Romain Sicard, Jonathan Castroviejo, Carlos Barbero, Jon Aberasturi en Víctor Cabedo                                                            |
| 2008-2022  | Fundación-Orbea, Euskaltel-Euskadi | begonnen als opleidingsploeg van Orbea en Euskaltel-Euskadi Sergio Higuita en Juan José Lobato                                                  |
| 2015-2016  | Cofidis                            | Nacer Bouhanni, Anthony Turgis, Gert Jõeäär, Christophe Laporte en Clément Venturini                                                            |
| 2015-2019  | Euskadi Basque Country-Murias      | Enrique Sanz, Eduard Prades en Mikel Aristi |
| 2018-2019  | Vital Concept-B&B Hotels           | Bryan Coquard, Lorrenzo Manzin en Jonas Van Genechten                                                                                           |
| 2018-2022  | Ceratizit-WNT                      | Katie Archibald, Lisa Brennauer, Aafke Soet en Kirsten Wild                                                                                     |
| 2024       | Lotto Dstny                        | Victor Campenaerts |

## UCI Elite Mountainbike teams
Daarnaast sponsoren ze ook mountainbike teams met renners zoals
Margarita Fullana (2002-2004)  3x
Julien Absalon (2007-2012) , ,  6x
Milan Vader (2019-2021)  2x
Anne Tauber (2023) 
| KMC - EKOI - Orbea 2019 Annie Last Victor Koretzky Milan Vader Malene Degn Thomas Litscher Hélène Clauzel KMC - Orbea 2020 Milan Vader Victor Koretzky Malene Degn Thomas Litscher Annie Last | KMC - Orbea 2021 Victor Koretzky Milan Vader Thomas Litscher Malene Degn Luca Martin Oliver Aviles Gilabert KMC - Orbea 2022 Pierre de Froidmont Malene Degn Sebastian Fini Carstensen Janika Lõiv Luca Martin Erik Haegstad | Orbea Factory Team 2023 Pierre de Froidmont Anne Tauber David Campos Luca Martin |